# Eerste Slag bij Saltville
De Eerste Slag bij Saltville vond plaats tussen 1 oktober  - 3 oktober 1864 in Smyth County, Virginia tijdens de Amerikaanse Burgeroorlog.
Noordelijke infanterie en cavalerie (waarvan enkele eenheden die bestonden uit Afro-Amerikaanse soldaten) vielen onder leiding van brigadegeneraal Stephen Burbridge de zoufabrieken bij Saltville aan. Hij werd opgehouden door Zuidelijke homeguard en militie-eenheden bij Clinch Mountain en Laurel Gap. Zo kreeg de Zuidelijke bevelhebber brigadegeneraal Alfred E. Jackson de nodige tijd om zijn troepen bij Saltville te concentreren om de Noordelijke aanval af te slaan. Burbridge viel verschillende malen de Zuidelijke stellingen aan maar kon de vijand niet breken.